# Classic Mac OS
A Classic Mac OS az Apple Macintosh számítógépek hagyományos operációs rendszere. 1984-ben jelent meg az első Macintosh számítógéppel, a Macintosh 128k-val.
Az első üzleti sikert jelentő operációs rendszer volt, amely grafikus felhasználói felülettel rendelkezett.

## Története
A korábbi Apple modelleket vagy saját operációs rendszerrel szállította az Apple (Lisa OS), vagy a korai DOS-ok valamelyikével.
A Mac OS fejlesztéséért a Macintosh Team felelt (tagjai között volt többek között Jeff Raskin, Andy Herzfeld és Bill Atkinson.) Ezek közül a Macintosh és a Xerox PARC Alto projectje közti összefüggés bizonyított, de nem szabad megfeledkezni Ivan Sutherland Sketchpad és Doug Engelhardt On-Line System szoftvereiről sem. Az ötlet eredetének problémája végül az Apple és a Microsoft közti look and feel perben csúcsosodott ki. A perben, amely a Mac OS (és a Lisa OS) és a Microsoft Windows (és a HP NewWawe) operációs rendszerek közti hasonlóságok jogsértő voltát tárgyalta, végül 1994-ben született az Apple kártérítési igényét elutasító döntés.

## Verziók
Az operációs rendszer kezdetben két programból, a Systemből és a Finderből állt, melyek saját verziószámozással rendelkeztek. Fejlesztések esetén is ezt a két programot adta ki az Apple System Software néven. Ez a forma hamarosan lerövidült egyszerűen Systemmé, a verziószámokat pedig egymáshoz igazították. Az első ilyen módon sorszámozott kiadás a System 6 volt, melynek hamarosan megjelent magyarított kiadása a híres-hírhedt System 6.0.7, amely a Mindenesen és a Rendszerelemeken kívül már Nyomtatóeszközöket is tartalmazott.
A Mac logót – kék mosolygó arc – először a 7.5.1-es rendszer tartalmazta, és a 7.5-ös verziót hívták először Mac OS-nek. Utóbbi váltás azért történt, hogy a felhasználó összekösse a rendszert az Apple-lel, még ha valamelyik Macintosh klónon használta is a rendszert.
A G3-as processzorral szerelt – úgynevezett New World – gépekkel szűnt meg a gyakorlat, hogy az operációs rendszer fontos részei a gépek alaplapjára forrasztott ROM chipen voltak tárolva. Eredetileg a helytakarékosság volt a célja ennek a szokásnak, hiszen a korai Macintosh gépek nem rendelkeztek merevlemezzel, a 800k-s floppylemezek tárterülete pedig véges volt. (Igaz csupán ROM-ról csak egy gép, az 1990-es kiadású Mac Classic tudott bootolni.) A későbbiekben a ROM chip feladata már az volt, hogy biztosítsa, hogy a Mac OS csak Apple gyártmányú vagy licencelt ROM chippel rendelkező klón gépeken futhasson.
A Mac OS történetét két részre oszthatjuk:
- A fentebb tárgyalt klasszikus Mac OS, melynek pályafutása az 1984-es System Software megjelenésével kezdődött és 2001-ig a Mac OS 9.2.2 megjelenéséig tartott.
- Az új generációs Unix-szerű Mac OS X / OS X / macOS.

## Jellemzői

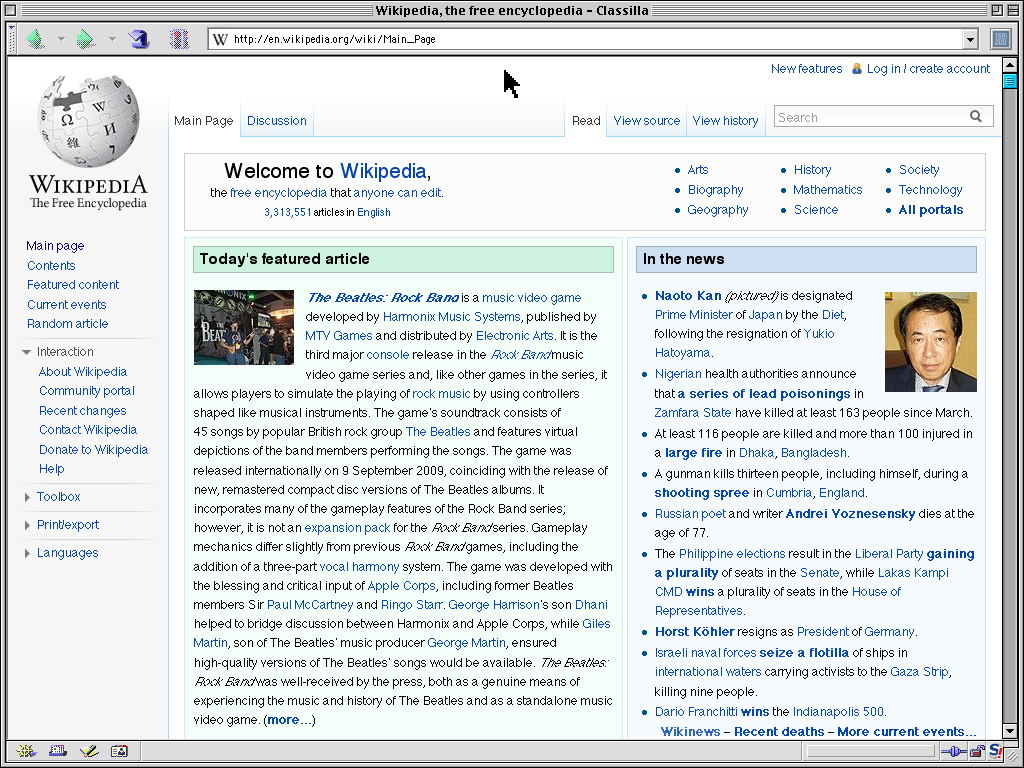
A Classilla webböngésző Mac OS 9.2.2-n

A „klasszikus” Mac OS legfontosabb jellemzője a parancssoros mód teljes hiánya volt. Bár elismerték Mac OS felhasználóbarátságát, sok kritika érte az első verziókat az egyfeladatos felépítés miatt. Ezt később kooperatív többfeladatos rendszerré fejlesztették, de az idők kihívásának ez sem felelt meg. Hasonlóan sok kritikát kapott a rendszer memóriakezelése és a „kiegészítések” gyakori hibái (Lásd: Kiterjesztések konfliktusa). Ez utóbbiak arra voltak hivatottak, hogy plusz funkcionalitást adjanak az operációs rendszerhez (például hálózatkezelés, AppleTalk) vagy hardvereszközök használhatóságát biztosítsák (Zip és Jaz meghajtók). Gyakran előfordult, hogy a kiegészítések nem működtek más kiegészítések jelenlétében, vagy a rendszer csak bizonyos betöltési sorrend esetén működött helyesen. Összességében elmondható, hogy egy teljes működő „klasszikus” Mac OS rendszer összerakása sok fáradságba került a felhasználónak.
A Mac OS eredetileg a Macintosh Filerendszert (MFS) használta adatainak tárolására. Ez úgynevezett flat file rendszerű volt (minden állomány a gyökérkönyvtárban tárolódik el), az Apple programozóinak csupán annyit sikerült elérni, hogy egy könyvtárszintet képes volt kezelni az MFS. A Macintosh Filerendszert 1985-ben küldte nyugdíjba az Apple, helyére a Hierarchikus Filerendszer (HFS) lépett, amely már kezelt fastruktúrájú könyvtárakat. A filerendszer mai verziója az 1998-ban megjelent HFS+, de a HFS támogatása sem szűnt meg, azonban OS X alatt nem bootolható az ilyen fájlrendszerű partíció.
Míg a DOS-os és unixos filerendszerek a fájlokat bájtok sorozatának kezelte, és így szükség volt egy alkalmazásra, ami tudta, mely bájtok milyen típusú információt tartalmaznak; addig az MFS és a HFS két verziója a fájlt két „fork” képében tárolta el. A data fork (adatsejt) tárolta azokat az információkat, amelyek más rendszerek esetén a fájl tartalmát adják, például a szövegfájl esetén szöveget, képfájl esetén a bittérképet. A resource fork (programsejt) más típusú strukturált adatokat tartalmazott a fájllal kapcsolatban, például a megnyitó programot, formázási információt, képet vagy akár a menük szövegeit (ezért egyszerűen lokalizálható a klasszikus Mac OS).
A rendszer előnye, hogy a fájl adat része akkor is olvasható marad, ha a megnyitó program nem képes értelmezni a programsejt adatait (elveszett vagy megrongálódott), így a nyers szöveghez hozzájutunk. Hátránya, hogy más fájlrendszerekkel nem kompatibilis, ha egy Macről egy nem Macre fájlt másolunk, programsejt által tárolt információkat elveszítjük a nem Mac rendszeren.
A PowerPC processzorokra való váltás után írt programoknál a programsejt tárolta a Motorola 68K processzorra és a PowerPC-re írt kódot is.

## Mac OS szolgáltatások
- Chooser: interfész hálózati szolgáltatások (például AppleTalk) és nyomtatók eléréséhez
- ColorSync: színhűség beállításának módja
- Finder: interfész a fájlok közti böngészésre és programok indítására
- Mac-Roman: karakterkészlet (más karakterkészleten támogatta a magyar karaktereket is)
- Motorola 68K emuláció: lehetővé tette a régebbi kódok futtatását a CISC-elvű Motorola 68K processzorcsaládról a RISC-elvű PowerPC-re váltás után is
- Multi-Finder: lehetővé teszi több folyamat futtatását
- Plaintalk: Szövegfelismerő és felolvasó eljárás
- QuickDraw: az első piaci WYSIWYG leképező modell
- QuickTime: Audio/Video felvétel és lejátszás

## Star Trek Tervezet
A Mac OS fejlesztésének egyik legérdekesebb momentuma az 1992-es Star Trek Tervezet kódnévre hallgató Apple prototípus története. A tervezet célja a Mac OS Intel-kompatibilis x86 architektúrájú gépekre történő átírása volt. A tervezetet a cél elérése előtt 1993-ban leállították az Apple-n belüli hatalmi harcok eredményeképpen. Azonban ilyen rövid idő alatt is képesek voltak elérni, hogy a Finder és néhány alapvető alkalmazás, például a QuickTime, akadás nélkül fusson PC-n.
Bár a Star Trek Tervezet által megírt programokat sosem adták ki, több alkalmazás született a Mac rendszer PC-ken történő futtatására. Ilyenek voltak a vMac, a Basilisk II. Ezek az emulátorok csak a Motorola 68000-es sorozatú processzorokat voltak képesek emulálni és nem voltak képesek 8.1-esnél frissebb verziójú Mac OS-t futtatni.
A napjainkban megjelent PearPC (és Cherry OS) emulátorok azonban képesek PowerPC processzort is emulálni, bár a sebességük nem elegendő az operációs rendszer által kínált szolgáltatások élvezetéhez.
Később az Apple belevágott egy hasonló tervezetbe is, a Marklar-ba, amelynek célja a Mac OS X és alkalmazáskészlete (beleértve az iLife programcsomagot és az XCode fejlesztői környezetet) futtatható legyen x86-os architektúrán is, ugyanolyan sebességgel, mintha PowerPC-n futna. A Marklar tervezetet Steve Jobs, az Apple igazgatója, leplezte le 2005 júniusában, amikor a MacWorld konferencián bejelentette, az Apple Intel processzorokra vált a 2006-os évben.